# الهدف الروسي
الهدف الروسي هي منظمة مسلحة يمينية متطرفة في روسيا، بقيادة سيميون توكماكوف في وقت من الأوقات. حققت المجموعة شهرة دولية في عام 1999 عندما هاجم أعضاؤها بقيادة توكماكوف ويليام جيفرسون وهو حارس أسود في سفارة البحرية الأمريكية. تم القبض على توكماكوف بتهمة الهجوم، ولكن تم العفو عنه بعد أن حكم عليه بالسجن لمدة قصيرة.